# 윌리엄 프롤리

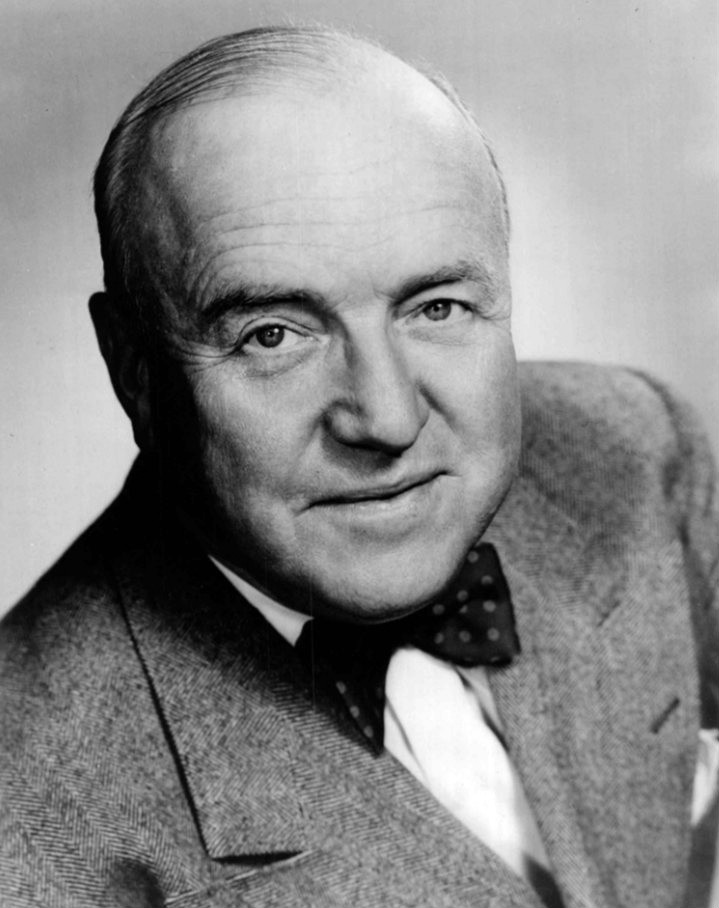

윌리엄 프롤리(William Frawley, 1887년 2월 26일 ~ 1966년 3월 3일)는 미국의 텔레비전 배우, 가수, 배우, 각본가, 영화배우, 연극 배우이다.
할리우드에서 사망하였다. 사인은 심근 경색이다.

## 방송
- 왈가닥 루시

## 영화
- 세이프 앳 홈! (1962년)
- 나의 세 아들 (1960년)
- 오명의 목장 (1952년)
- 애보트와 코스텔로 - 투명인간을 만나다 (1951년)
- 왈가닥 루시 (1951년)
- 레몬 드롭 키드 (1951년)
- 이스트 사이드, 웨스트 사이드 (1949년) - 빌 더 바텐더 역
- 아이 원더 후즈 키싱 허 나우 (1947년)
- 마이 와일드 아이리시 로즈 (1947년)
- 마더 워 타이츠 (1947년)
- 천국의 사도 조단 2 (1947년)
- 34번가의 기적 (1947년)
- 살인광 시대 (1947년)
- 지그펠드 폴리스 (1946년)
- 기차 위의 여인 (1945년)
- 블레임 오브 바바리 코스트 (1945년)
- 더 파이팅 씨비즈 (1944년)
- 나의 길을 가련다 (1944년)
- 록시 하트 (1942년)
- 철완 짐 (1942년)
- 리듬 온 더 리버 (1940년)
- 로즈 오브 워싱턴 스퀘어 (1939년)
- 세인트 루이스 블루스 (1939년)
- 허클베리 핀의 모험 (1939년)
- 매드 어바웃 뮤직 (1938년)
- 더블 오어 노씽 (1937년)
- 장군 새벽에 죽다 (1936년)
- 진주의 목걸이 (1936년)
- 로버타 (1935년)
- 미스 페인스 베이비 (1934년)
- 히어 이즈 마이 하트 (1934년)
- 위칭 아워 (1934년)
- 레몬 드롭 키드 (1934년)